# Елмар Брок
Е́лмар Брок (нім. Elmar Brok; нар. 14 травня 1946, Ферль, Вестфалія) — німецький політик, член Європейського парламенту (1980-2019), голова Комітету Європарламенту у закордонних справах (1999-2007, 2012-2017). Був обраний за списком ХДС і входить до групи Європейської народної партії.

## Політична позиція
Відкрито, принципово і різко негативно ставиться як до російської збройної агресії проти України, так і до всього путінського режиму.

## Цитата: провбивство Нємцова
|  | Система Путіна несе відповідальність за вбивство Нємцова. Бориса Нємцова вбили через його намір опублікувати докази присутності російських військ на Донбасі. |

## Нагороди
- Орден князя Ярослава Мудрого V ст. (Україна, 21 січня 2017) — за значний особистий внесок у державне будівництво, соціально-економічний, науково-технічний, культурно-освітній розвиток Української держави, справу консолідації українського суспільства, багаторічну сумлінну працю[6][7]
- Орден «За заслуги» III ст. (Україна, 19 серпня 2006) — за вагомий особистий внесок у розвиток міжнародного співробітництва, зміцнення авторитету та позитивного іміджу України у світі, популяризацію її історичних і сучасних надбань[8]